# U-97 (1940)
| U-97 | U-97 | U-97 |
| --- | --- | --- |
| | | |
| | | |
| Зображення підводного човна підтипу VIIC                                                                    | | |
| Верф | Friedrich Krupp Germaniawerft, Кіль | Friedrich Krupp Germaniawerft, Кіль |
| Під прапором                                                                                                | Третій Рейх | Третій Рейх |
| Спуск на воду                                                                                               | 15 серпня 1940 року | 15 серпня 1940 року |
| Виведений зі складу флоту                                                                                   | 28 вересня 1940 року | 28 вересня 1940 року |
| Сучасний статус                                                                                             | 16 червня 1943 року затоплений глибинними бомбами австралійського бомбардувальника Lockheed Hudson західніше Хайфи у Середземному морі | 16 червня 1943 року затоплений глибинними бомбами австралійського бомбардувальника Lockheed Hudson західніше Хайфи у Середземному морі |
| Бойовий досвід                                                                                              | Друга світова війна Битва за Атлантику Кампанія в Середземному морі                                                                    | Друга світова війна Битва за Атлантику Кампанія в Середземному морі                                                                    |
| Проєкт | | |
| Тип ПЧ | середній торпедний ДПЧ | середній торпедний ДПЧ |
| Вартість | 4 714 000 ℛℳ | 4 714 000 ℛℳ |
| Основні характеристики                                                                                      | | |
| Швидкість (надводна)                                                                                        | 17,7 вузла (32,8 км/год) | 17,7 вузла (32,8 км/год) |
| Швидкість (підводна)                                                                                        | 7,6 вузла (14,1 км/год) | 7,6 вузла (14,1 км/год) |
| Робоча глибина занурення                                                                                    | 230 м | 230 м |
| Гранична глибина занурення                                                                                  | 250—295 м | 250—295 м |
| Дальність плавання                                                                                          | 80 миль (150 км) на швидкості 4 вузли (в підводному положенні) 8500 миль (15 700 км) на швидкості 10 вузлів (у надводному положенні)   | 80 миль (150 км) на швидкості 4 вузли (в підводному положенні) 8500 миль (15 700 км) на швидкості 10 вузлів (у надводному положенні)   |
| Екіпаж | 44—52 особи | 44—52 особи |
| Розміри | | |
| Довжина найбільша (по КВЛ)                                                                                  | 67,1 м | 67,1 м |
| Ширина корпусу найб.                                                                                        | 6,2 м | 6,2 м |
| Висота | 9,6 м | 9,6 м |
| Середня осадка (по КВЛ)                                                                                     | 4,74 м | 4,74 м |
| Водотоннажність надводна                                                                                    | 769 т | 769 т |
| Силова установка                                                                                            | | |
| дизель-електрична; 2 дизельних двигуни MAN M 6 V 40/46, 2 електродвигуни Siemens-Schuckertwerke GU 343/38-8 | | |
| Гвинти | 2 | 2 |
| Потужність                                                                                                  | 2 × 2100—2310 к.с. (дизелі) 2 × 750 к.с. (електродвигуни)                                                                              | 2 × 2100—2310 к.с. (дизелі) 2 × 750 к.с. (електродвигуни)                                                                              |
| Озброєння                                                                                                   | | |
| Артилерія                                                                                                   | 1 × 88-мм палубна гармата SK C/35 | 1 × 88-мм палубна гармата SK C/35 |
| Торпедно- мінне озброєння                                                                                   | 4 носових і один кормовий ТА 14 торпед та 26 мін TMA                                                                                   | 4 носових і один кормовий ТА 14 торпед та 26 мін TMA                                                                                   |
| ППО | 1 × 37-мм зенітна гармата Flak M42 2 × 20-мм зенітні гармати FlaK 30                                                                   | 1 × 37-мм зенітна гармата Flak M42 2 × 20-мм зенітні гармати FlaK 30                                                                   |

U-97 — німецький середній підводний човен типу VIIC, що входив до складу Військово-морських сил Третього Рейху за часів Другої світової війни. Закладений 27 вересня 1939 року на верфі компанії Friedrich Krupp Germaniawerft у Кілі. 15 серпня 1940 року спущений на воду. 28 вересня 1940 року корабель увійшов до складу 7-ї навчальної флотилії ПЧ ВМС нацистської Німеччини.

## Історія
U-97 належав до німецьких підводних човнів типу VIIC, найчисельнішого типу субмарин Третього Рейху, яких було випущено 703 одиниці. Службу розпочав у складі 7-ї навчальної флотилії ПЧ, з 1 лютого 1941 року перейшов до бойового складу цієї флотилії. 1 листопада 1941 року у складі 23-ї, а з травня 1942 року — у 29-й флотиліях ПЧ Крігсмаріне. Протягом війни з лютого 1941 по червень 1943 року U-97 здійснив 13 бойових походів в Атлантичний океан та Середземне море. Підводний човен потопив 16 суден противника сумарною водотоннажністю 71 237 брутто-реєстрових тонн, а також пошкодив одне судно (9718 тонн).
16 червня 1943 року під час тринадцятого бойового походу U-97 діяв у східній частині Середземного моря, але був виявлений австралійським бомбардувальником-патрульним літаком «Хадсон» західніше Хайфи. Внаслідок атаки глибинним бомбами човен затоплено; загинуло 27 членів екіпажу, лише 21 особа вціліла.

## Командири
- Капітан-лейтенант Удо Гайльманн (28 вересня 1940 — травень 1942)
- Оберлейтенант-цур-зее Фрідріх Бюргель (травень — 15 жовтня 1942)
- Капітан-лейтенант Ганс-Георг Трокс (2 лютого — 16 червня 1943)

## Перелік уражених U-97 суден у бойових походах
| №                                                            | Дата            | Назва             | Тип                       | Належність          | Водотоннажність (брт) | Вантаж                                                                                | Конвой              | Результат та координати                                                 | Наслідки атаки для екіпажу     | Прим.                                                             |
| ------------------------------------------------------------ | --------------- | ----------------- | ------------------------- | ------------------- | --------------------- | ------------------------------------------------------------------------------------- | ------------------- | ----------------------------------------------------------------------- | ------------------------------ | ----------------------------------------------------------------- |
| Перший похід (17.02—07.03.1941, 19 діб; Кіль—Лор'ян)         |                 |                   |                           |                     |                       |                                                                                       |                     |                                                                         |                                |                                                                   |
| 1                                                            | 24 лютого 1941  | Jonathan Holt     | суховантажне судно        | Велика Британія     | 4 973                 | генеральний вантаж                                                                    | Конвой OB 289       | потоплено 61°10′ пн. ш. 11°55′ зх. д. / 61.167° пн. ш. 11.917° зх. д.   | 57 (51 загиблий та 6 вижили)   |                                                                   |
| 2                                                            | 24 лютого 1941  | Mansepool         | суховантажне судно        | Велика Британія     | 4 894                 | баласт                                                                                | Конвой OB 289       | потоплено 61°01′ пн. ш. 12°00′ зх. д. / 61.017° пн. ш. 12.000° зх. д.   | 41 (2 загинуло та 39 вижили)   |                                                                   |
| 3                                                            | 24 лютого 1941  | British Gunner    | танкер                    | Велика Британія     | 6 894                 | баласт                                                                                | Конвой OB 289       | потоплений 61°09′ пн. ш. 12°04′ зх. д. / 61.150° пн. ш. 12.067° зх. д.  | 44 (3 загинуло та 41 вцілілий) |                                                                   |
| 4                                                            | 24 лютого 1941  | G.C. Brøvig       | танкер                    | Норвегія            | 9 718                 | баласт                                                                                | Конвой OB 289       | пошкождений 61°04′ пн. ш. 14°24′ зх. д. / 61.067° пн. ш. 14.400° зх. д. | ? (? загинуло та ? вціліло)    |                                                                   |
| Другий похід (20.03—10.04.1941, 22 доби; Лор'ян—Сен-Назер)   |                 |                   |                           |                     |                       |                                                                                       |                     |                                                                         |                                |                                                                   |
| 5                                                            | 23 березня 1941 | Chama             | танкер                    | Велика Британія     | 8 077                 | баласт                                                                                | Конвой OG 56        | потоплений 49°35′ пн. ш. 19°13′ зх. д. / 49.583° пн. ш. 19.217° зх. д.  | 59 (усі загинули)              |                                                                   |
| 6                                                            | 24 березня 1941 | Hørda             | суховантажне судно        | Норвегія            | 4 301                 |                                                                                       | Конвой OG 56        | потоплено 49°00′ пн. ш. 23°00′ зх. д. / 49.000° пн. ш. 23.000° зх. д.   | 30 (усі загинули)              |                                                                   |
| 7                                                            | 4 квітня 1941   | Conus             | танкер                    | Велика Британія     | 8 132                 | баласт                                                                                | Конвой OB 304       | потоплений 56°14′ пн. ш. 31°19′ зх. д. / 56.233° пн. ш. 31.317° зх. д.  | 59 (усі загинули)              |                                                                   |
| Третій похід (01.05—30.05.1941, 30 діб; Сен-Назер—Сен-Назер) |                 |                   |                           |                     |                       |                                                                                       |                     |                                                                         |                                |                                                                   |
| 8                                                            | 6 травня 1941   | HMS Camito (F 77) | океанське доглядове судно | Велика Британія     | 6 833                 |                                                                                       |                     | потоплено 50°40′ пн. ш. 21°30′ зх. д. / 50.667° пн. ш. 21.500° зх. д.   | ? (28 загинули, ? вціліли)     |                                                                   |
| 9                                                            | 6 травня 1941   | Sangro            | суховантажне судно        | Королівство Італія  | 6 833                 | Олія та жир                                                                           |                     | потоплено 50°42′ пн. ш. 21°22′ зх. д. / 50.700° пн. ш. 21.367° зх. д.   | ? (? загинули, 8 вціліли)      | Італійський проривач блокади, захоплений британцями 1 травня 1941 |
| 10                                                           | 8 травня 1941   | Ramillies         | суховантажне судно        | Велика Британія     | 4 553                 | 3074 тонни коксу                                                                      | Конвой OB 317       | потоплено 48°05′ пн. ш. 32°26′ зх. д. / 48.083° пн. ш. 32.433° зх. д.   | 41 (29 загинули, 12 вціліли)   |                                                                   |
| П'ятий похід (20.09—27.10.1941, 38 діб; Сен-Назер—Саламін)   |                 |                   |                           |                     |                       |                                                                                       |                     |                                                                         |                                |                                                                   |
| 11                                                           | 17 жовтня 1941  | Samos             | суховантажне судно        | Грецьке королівство | 1 208                 | майно                                                                                 | Конвой «Культівейт» | потоплено 31°14′ пн. ш. 28°50′ сх. д. / 31.233° пн. ш. 28.833° сх. д.   | 34 (31 загинув, 3 вціліли)     |                                                                   |
| 12                                                           | 17 жовтня 1941  | Pass of Balmaha   | танкер                    | Велика Британія     | 758                   | Авіаційне паливо та бензин                                                            | Конвой «Культівейт» | потоплений 31°14′ пн. ш. 28°50′ сх. д. / 31.233° пн. ш. 28.833° сх. д.  | 20 (усі загинули)              |                                                                   |
| Десятий похід (15.06—04.07.1942, 20 діб; Ла-Спеція—Саламін)  |                 |                   |                           |                     |                       |                                                                                       |                     |                                                                         |                                |                                                                   |
| 13                                                           | 28 червня 1942  | Zealand           | суховантажне судно        | Велика Британія     | 1 433                 | Авіаційний спирт у бочках                                                             | Конвой «Метріл»     | потоплено 32°27′ пн. ш. 34°43′ сх. д. / 32.450° пн. ш. 34.717° сх. д.   | 33 (14 загинули та 19 вижили)  |                                                                   |
| 14                                                           | 28 червня 1942  | Memas             | суховантажне судно        | Грецьке королівство | 1 755                 |                                                                                       | Конвой «Метріл»     | потоплено 32°27′ пн. ш. 34°43′ сх. д. / 32.450° пн. ш. 34.717° сх. д.   | 25 (8 загинули та 17 вижили)   |                                                                   |
| 15                                                           | 1 липня 1942    | Marilyse Moller   | суховантажне судно        | Велика Британія     | 1 755                 | 410 тонн генеральних вантажів, включаючи бензин                                       |                     | потоплено 31°22′ пн. ш. 33°44′ сх. д. / 31.367° пн. ш. 33.733° сх. д.   | 38 (34 загинули та 4 вижили)   |                                                                   |
| Тринадцятий похід (5.06—16.06.1943, 12 діб; Пола—загибель)   |                 |                   |                           |                     |                       |                                                                                       |                     |                                                                         |                                |                                                                   |
| 16                                                           | 12 червня 1943  | Palima            | суховантажне судно        | Нідерланди          | 1 179                 | 720 тонн боєприпасів, карбіду, фарби та кислот і чотири вантажівки як палубний вантаж |                     | потоплено 33°36′ пн. ш. 35°15′ сх. д. / 33.600° пн. ш. 35.250° сх. д.   | 61 (24 загинули та 37 вціліли) |                                                                   |
| 17                                                           | 15 червня 1943  | Athelmonarch      | танкер                    | Велика Британія     | 8 995                 | 13600 тонн адміралтейського мазуту                                                    |                     | потоплений 32°20′ пн. ш. 34°39′ сх. д. / 32.333° пн. ш. 34.650° сх. д.  | 51 (4 загинули та 47 вціліли)  |                                                                   |